# Amphiglossus melanurus
Amphiglossus melanurus är en ödleart som beskrevs av  Günther 1877. Amphiglossus melanurus ingår i släktet Amphiglossus och familjen skinkar. IUCN kategoriserar arten globalt som livskraftig.
Artens utbredningsområde är Madagaskar. Inga underarter finns listade i Catalogue of Life.

## Bildgalleri

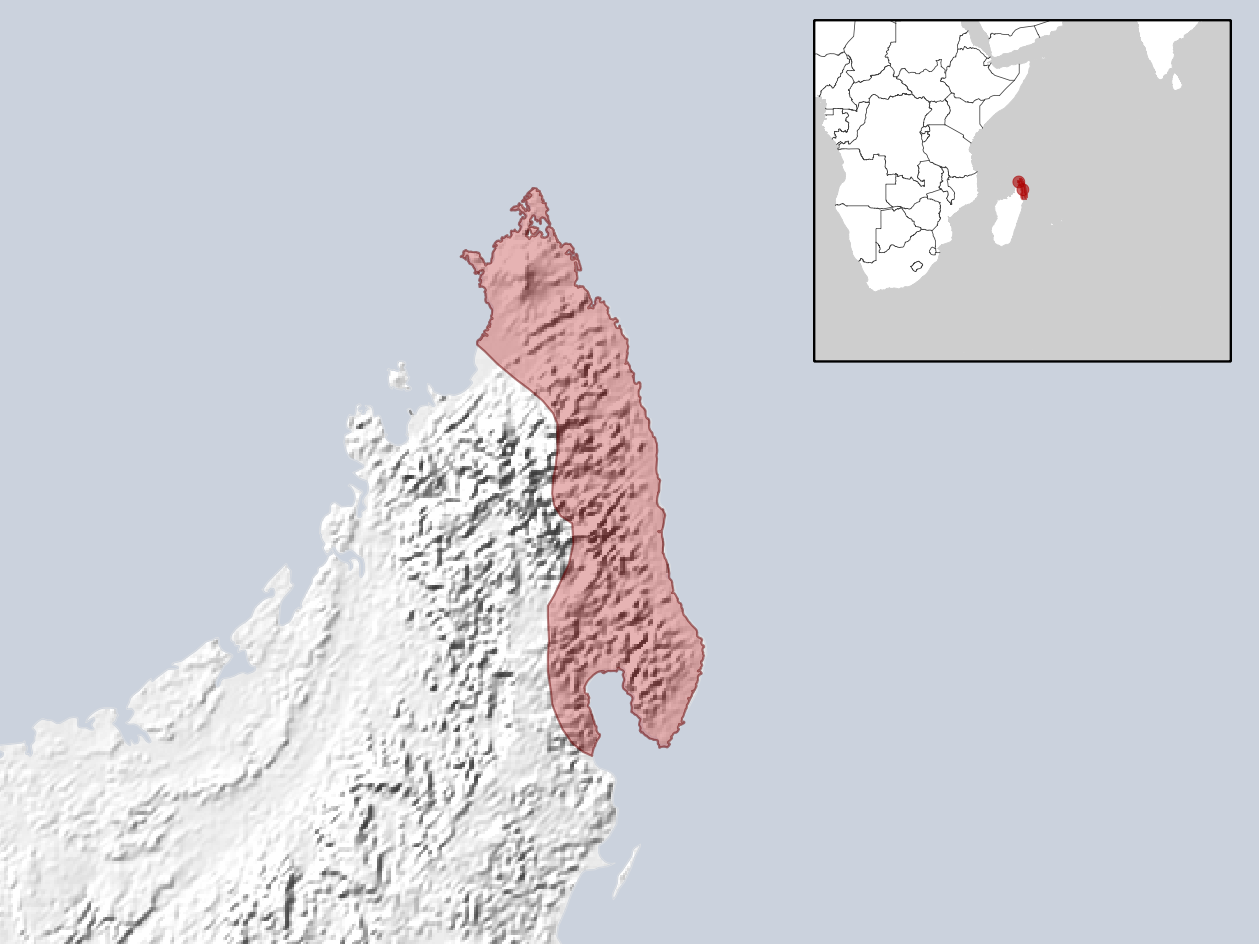